# Allobrox stephani
Allobrox stephani är en skalbaggsart som beskrevs av Albert A. Grigarick och Schuster 1977. Allobrox stephani ingår i släktet Allobrox och familjen kortvingar. Inga underarter finns listade i Catalogue of Life.